# 海洋地形学の物語
『海洋地形学の物語』（Tales from Topographic Oceans）は、イングランドのプログレッシブ・ロック・バンドであるイエスが1973年に発表した通算7作目で初の2枚組アルバムである、スタジオ・アルバムとしては通算6作目にあたる。

## 解説

### 経緯
1973年2月、イエスはジョン・アンダーソン、スティーヴ・ハウ、クリス・スクワイア、リック・ウェイクマン、アラン・ホワイトの顔ぶれで来日公演を行なった。その際、アンダーソンが東京のホテルの自室で、ヒンドゥー教のヨーガ指導者であるパラマハンサ・ヨガナンダの自伝"Autobiography of a Yogi"を読んで本作のヒントを得て、ツアー中にハウとの共同作業で構想をまとめた。

### 内容
片面に1曲ずつ、計4曲が収録された。前作『危機』以上の大作であり、歌詞も曲想も幻想感と抽象性が一層強くなっている。
ウェイクマンは収録曲の長さや内容の難しさに対して強く異議を唱えた。彼は制作にも最後までは参加せず、ホワイトが「儀式」の終盤のピアノを弾いた。ウェイクマンは本作のツアーが終わった後、1974年半ばにイエスを脱退したが、その際にも様々なインタビューで本作に対する不満を数多く述べている。

### 発売
イギリスでは1973年10月26日に発売されると告知されたが、制作中のメンバー間の不和が影響したのか、発売は遅れた。ただし遅延について正式な告知はなく、各誌のレビューの掲載時期から、11月の半ばには店頭に並んだものと推測されている。全英アルバムチャートには1973年12月22日付で初登場した。
アメリカ合衆国での発売は1974年1月9日だったとされている。
日本盤のライナーノーツは今野雄二が担当した。

### カバーアート
カバーアートにはメンバーの誕生日の星座が描かれている。

## 収録曲
A面(ディスク1)
1. 神の啓示 - "The Revealing Science of God (Dance of the Dawn)" (20:27)

B面(ディスク1)
1. 追憶 - "The Remembering (High the Memory)" (20:38)

C面(ディスク2)
1. 古代文明 - "The Ancient (Giants under the Sun)" (18:34)

D面(ディスク2)
1. 儀式 - "Ritual (Nous sommes du soleil)" (21:35)

### リマスター盤
2003年にCDのリマスター盤が発売された。「神の啓示」のイントロが1分56秒追加され、全体に音質の向上が図られているほか、以下の2曲のボーナス・トラックが追加収録されている。
1. ダンス・オブ・ザ・ドーン (スタジオ・ラン・スルー)
2. ジャイアンツ・アンダー・ザ・サン (スタジオ・ラン・スルー)

## パーソネル
イエス
- ジョン・アンダーソン – ボーカル、アコースティックギター、パーカッション
- スティーヴ・ハウ – ギター、エレクトリック・ギター、バッキング・ボーカル
- クリス・スクワイア – ベース、バッキング・ボーカル
- リック・ウェイクマン – キーボード
- アラン・ホワイト – ドラムス、パーカッション、バッキング・ボーカル